# Marquesasmarkduva
Marquesasmarkduva (Pampusana rubescens) är en utrotningshotad fågel i familjen duvor som förekommer i en ögrupp i östra Stilla havet.

## Utseende
Marquesasmarkduvan är en liten (20 cm), marklevande duva. Fjäderdräkten är mestadels svart med varierande inslag av vitt i vingarna och vit stjärtroten. På ovansidan syns purpurrött på skapularer, axlar och övre delen av ryggen. Hanen har pärlgrått på huvud och bröst, mörkare på hjässa och nacke. Honan är istället mörkt sotgrå på huvud och bröst.

## Utbredning och systematik
Fågeln förekommer i Marquesasöarna Fatuhuku och Hatuta'a i Stilla havet. Den behandlas som monotypisk, det vill säga att den inte delas in i några underarter.

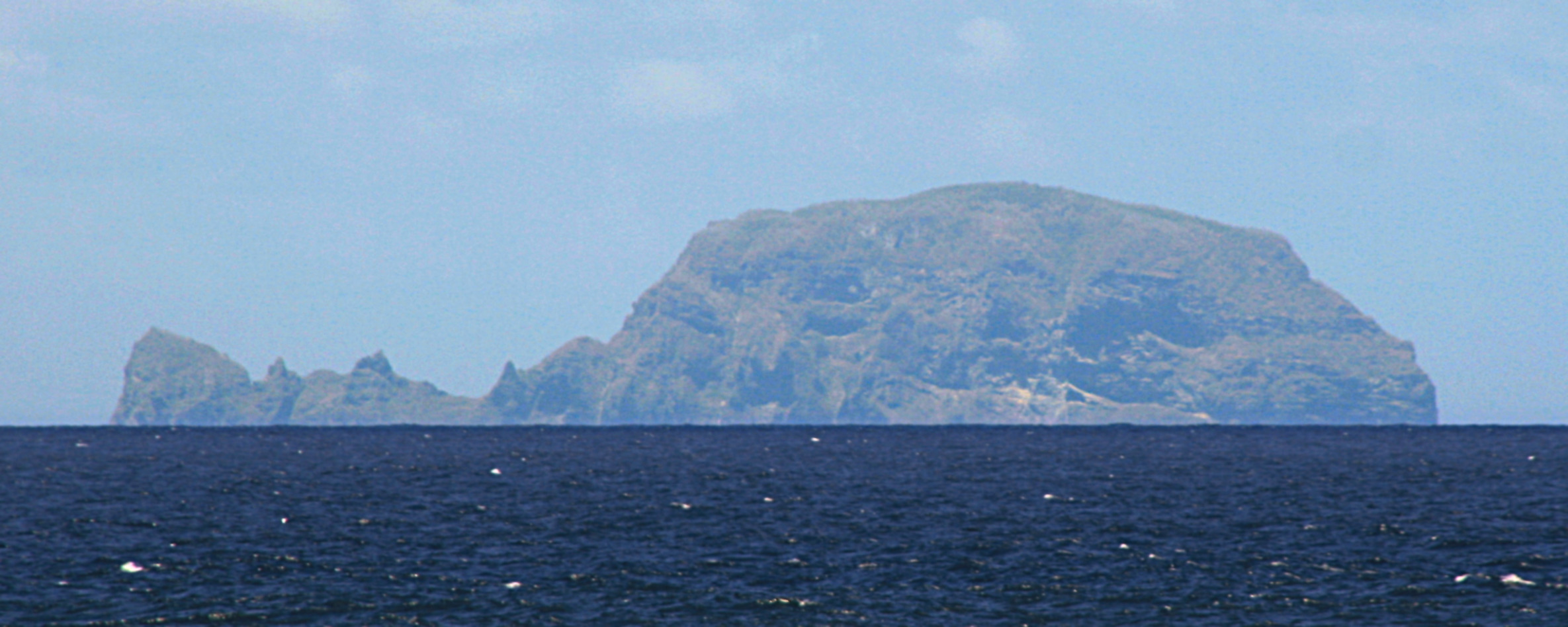
Fatu Huku, en av de två öar i Marquesasöarna som arten fortfarande förekommer på, båda råttfria och obebodda.

### Släktestillhörighet
Arten placerades tidigare i släktet Gallicolumba. Studier visar dock att dessa inte är varandras närmaste släktingar, där vissa står närmare australiensiska duvor som Geopelia. Dessa har därför lyfts ut till ett eget släkte, initialt Alopecoenas men Pampusana har visat sig ha prioritet.

## Status
IUCN kategoriserar sedan 2017 arten som starkt hotad från att tidigare ha behandlats som sårbar. Beståndet anses vara stabilt men mycket litet, bestående av under 250 vuxna individer.